# Colpodium lakium
Colpodium lakium är en gräsart som beskrevs av Jurij Nikolajevitj Voronov. Colpodium lakium ingår i släktet Colpodium, och familjen gräs. Inga underarter finns listade i Catalogue of Life.